# Silvius Ier Nimrod de Wurtemberg-Œls

Silvius Ier Nimrod de Wurtemberg-Œls (né le 2 mai 1622 à Weiltingen – † 26 avril 1664 à Brzezinka près d'Oleśnica en Basse Silésie) est le premier duc de la lignée d'Œls-Wurtemberg de 1648 à sa mort.

## Biographie
Silvius est le fils du duc Jules-Frédéric de Wurtemberg-Weiltingen et de Anne Sabine de Schleswig-Holstein-Sonderburg. Son père à l'origine de cette branche cadette de la maison de Wurtemberg est un fils du duc Frédéric Ier.
En 1638, il participe au siège de Breisach par l'armée de Bernard de Saxe-Weimar. Le 1er mai 1647, il épouse à Œls Elisabeth-Marie d'Oels, dont le père le duc Charles Frédéric de Münsterberg-Œls meurt quelques semaines plus tard. Comme Charles Frédéric est le dernier descendant masculin de la lignée des ducs d'Œls, le duché revient à le Couronne de Bohême comme un fief vacant et l'empereur Ferdinand III, en tant que roi de Bohême en hérite. Après de longues négociations, Silvius Nimrod est investi le 15 décembre 1648 à Vienne du duché d'Œls, contre versement d'une somme de 20000guilders et de la seigneurie de Jevišovice en Moravie. Silvius Nimrod commence ensuite à reconstruire le Duché, qui a souffert pendant la Guerre de Trente Ans. Il se concentre sur l'éducation et l'église. En 1652, il fonde l'Ordre de la Tête-de-Mort, qui existe jusqu'au XIXe siècle. Angelus Silesius est reçu comme physicien à sa cour de 1647 à 1652.
Matthäus Apelt (de) est jusqu'en 1639 son conseiller ducal et le directeur de la musique de sa cour.
Silvius Nimrod meurt d'une attaque cérébrale le 26 avril 1664, pendant une visite de Brzezinka. Conformément à ses dernières volontés, le duc Christian de Legnica-Brzeg assure la régence des enfants de Silvius Nimrod qui sont mineurs afin d'éviter une régence impériale, qui aurait impliqué pour eux une éducation catholique, Christian envoie les jeunes princes à Université Eberhard Karl de Tübingen, où ils étudient au Collegium illustre.

## Union et postérité
Silvius épouse le 1er mai 1647 à Oleśnica Elisabeth-Marie d'Oels. Le couple a cinq fils et deux filles
- Anne Sophie (1648- † 1661)
- Charles Ferdinand
- Silvius II Frédéric de Wurtemberg-Œls
- Christian-Ulrich Ier de Wurtemberg-Œls
- Jules-Sigismond de Wurtemberg-Juliusbourg
- Cunégonde Juliana (née † 1655)
- Sylvius (né † 1660)